# Kemp Powers
Kemp Powers (Nova Iorque, 30 de outubro de 1973) é um dramaturgo, roteirista e diretor americano. Ele é mais conhecido por sua peça One Night in Miami (2013) e pela adaptação cinematográfica homônima de 2020, bem como por codirigir as animações Soul (2020) e Spider-Man: Across the Spider-Verse (2023). Seu roteiro em One Night in Miami... rendeu-lhe uma indicação ao Oscar de melhor roteiro adaptado na edição de 2021, enquanto seu trabalho em Soul fez dele o primeiro afro-americano a codirigir um filme de animação da Disney.

## Carreira
Depois de escrever o curta-metragem de 2012 This Day Today, ele escreveu o roteiro da peça teatral de 2013 One Night in Miami. Em 2017, Powers foi contratado para escrever vários roteiros para os episódios da primeira temporada de Star Trek: Discovery. Em 2018, co-escreveu o roteiro de Soul da Pixar, com Pete Docter e Mike Jones, além de co-dirigir o filme com Docter, fazendo sua estreia na direção. Em 9 de julho de 2019, foi anunciado que a atriz Regina King dirigiria uma adaptação cinematográfica de sua peça de 2013.
Em 16 de dezembro de 2020, Powers apresentou os três primeiros episódios do podcast Soul Stories, que foi lançado como exclusivo do Spotify. Nos episódios, Powers entrevistou diversas pessoas que trabalharam no filme principalmente sobre seus mentores e carreiras, bem como algumas histórias dos bastidores da produção do filme. Ex-aluno da Universidade Howard, foi o primeiro codiretor afro-americano na história da Pixar. Em abril de 2021, foi revelado que Powers estaria dirigindo Spider-Man: Across the Spider-Verse e sua sequência Spider-Man: Beyond the Spider-Verse com Joaquim Dos Santos e Justin K. Thompson. Em março de 2023, Powers estreou sua peça The XIXth (The Nineteenth), que narra a vida de dois velocistas negros que levantaram os punhos em protesto durante os Jogos Olímpicos de Verão de 1968.

## Filmografia
| Ano  | Título                              | Diretor    | Roteirista | Notas                                        |
| ---- | ----------------------------------- | ---------- | ---------- | -------------------------------------------- |
| 2012 | This Day Today                      | Não        | Sim        | Curta-metragem                               |
| 2017 | Star Trek: Discovery                | Não        | Sim        | 5 episódios                                  |
| 2020 | One Night in Miami...               | Não        | Sim        | Também produtor executivo                    |
| 2020 | Soul                                | Co-diretor | Sim        | Co-roteirista (com Pete Docter e Mike Jones) |
| 2023 | Spider-Man: Across the Spider-Verse | Sim        | Não        | com Joaquim Dos Santos e Justin K. Thompson  |
| TBA  | Spider-Man: Beyond the Spider-Verse | Sim        | Não        | com Joaquim Dos Santos e Justin K. Thompson  |

## Teatro
- One Night in Miami (2013)[17][18][19]
- Little Black Shadows (2018)[20][21]
- Christa McAuliffe's Eyes Were Blue (2021)[22]
- The XIXth (The Nineteenth) (2023)[13]

## Prêmios e indicações
| Premiação                                 | Data da cerimônia         | Categoria                           | Filme                 | Resultado | Ref.          |
| ----------------------------------------- | ------------------------- | ----------------------------------- | --------------------- | --------- | ------------- |
| Oscar                                     | 25 de abril de 2021       | Melhor roteiro adaptado             | One Night in Miami    | Indicado  | [ 1 ]         |
| AAFCA Awards                              | 7 de abril de 2021        | Melhor roteiro                      | One Night in Miami    | Venceu    | [ 23 ]        |
| Alliance of Women Film Journalists Awards | 4 de janeiro de 2021      | Melhor roteiro adaptado             | One Night in Miami    | Indicado  | [ 24 ]        |
| Annie Awards                              | 16 de abril de 2021       | Melhor direção                      | Soul                  | Indicado  | [ 25 ]        |
| Annie Awards                              | 16 de abril de 2021       | Melhor roteiro                      | Soul                  | Venceu    | [ 25 ]        |
| Black Reel Awards                         | 11 de abril de 2021       | Melhor roteirista revelação         | Soul                  | Indicado  | [ 26 ]        |
| Black Reel Awards                         | 11 de abril de 2021       | Melhor roteiro adaptado ou original | One Night in Miami... | Indicado  | [ 26 ]        |
| Black Reel Awards                         | 11 de abril de 2021       | Melhor roteiro adaptado ou original | Soul                  | Indicado  | [ 26 ]        |
| Chicago Film Critics Association          | 21 de dezembro de 2020    | Melhor roteiro original             | Soul                  | Indicado  | [ 27 ] [ 28 ] |
| Chicago Film Critics Association          | 21 de dezembro de 2020    | Melhor roteiro adaptado             | One Night in Miami    | Indicado  | [ 27 ] [ 28 ] |
| Critics' Choice Movie Awards              | 7 de março de 2021        | Melhor roteiro adaptado             | One Night in Miami    | Indicado  | [ 29 ]        |
| Denver Film Critics Society               | 18 de janeiro de 2021     | Melhor roteiro adaptado             | One Night in Miami    | Indicado  | [ 30 ]        |
| Florida Film Critics Circle               | 21 de dezembro de 2020    | Melhor roteiro original             | Soul                  | Indicado  | [ 31 ]        |
| Globo de Ouro                             | 28 de fevereiro de 2021   | Melhor filme de animação            | Soul                  | Venceu    | [ 32 ] [ 33 ] |
| Hawaii Film Critics Society               | 13 de janeiro de 2021     | Melhor roteiro adaptado             | One Night in Miami    | Indicado  | [ 34 ]        |
| Houston Film Critics Society Awards       | 18 de janeiro de 2021     | Melhor roteiro                      | One Night in Miami    | Indicado  | [ 35 ]        |
| Hugo Awards                               | 15–19 de dezembro de 2021 | Melhor apresentação dramática       | Soul                  | Indicado  | [ 36 ]        |
| Indiana Film Journalists Association      | 21 de dezembro de 2020    | Melhor roteiro adaptado             | One Night in Miami    | Indicado  | [ 37 ]        |
| Indiana Film Journalists Association      | 21 de dezembro de 2020    | Revelação do ano                    | One Night in Miami    | Indicado  | [ 37 ]        |
| NAACP Image Awards                        | 27 de março de 2021       | Melhor roteiro                      | One Night in Miami    | Indicado  | [ 38 ] [ 39 ] |
| NAACP Image Awards                        | 27 de março de 2021       | Melhor roteiro                      | Soul                  | Indicado  | [ 38 ] [ 39 ] |
| North Carolina Film Critics Association   | 4 de janeiro de 2021      | Melhor roteiro adaptado             | One Night in Miami    | Indicado  | [ 40 ]        |
| Online Film Critics Society Awards        | 25 de janeiro de 2021     | Melhor roteiro adaptado             | One Night in Miami    | Indicado  | [ 41 ]        |
| Satellite Awards                          | 15 de fevereiro de 2021   | Melhor roteiro original             | Soul                  | Indicado  | [ 42 ]        |
| St. Louis Film Critics Association Awards | 17 de janeiro de 2021     | Melhor roteiro adaptado             | One Night in Miami    | Indicado  | [ 43 ]        |
| Writers Guild of America Awards           | 21 de março de 2021       | Melhor roteiro adaptado             | One Night in Miami    | Indicado  | [ 44 ]        |